# Araujia sericifera
Araujia porte-soie
Espèce
Classification phylogénétique
Araujia sericifera, l'araujia porte-soie, est une espèce de plante à fleurs de la famille des Apocynacées.
Elle est parfois appelée dans le sud de la France « kapok ».
Appelée encore "plante cruelle" compte tenu de la mortalité occasionnée aux pollinisateurs qui se coincent dans ses fleurs.  

## Description
Il s'agit de lianes, pouvant atteindre dix mètres de haut, aux feuilles entières, pétiolées et opposées. Le feuillage est semi-persistant. La racine de la plante peut résister à −5 °C sur une courte période mais guère au-delà.
Sa floraison, estivale, est moyennement abondante : quelques fleurs par branches.
Comme les espèces de la sous-famille, Araujia sericifera a une fleur régulière, hermaphrodite, parfumée, au calice à cinq sépales, une corolle gamopétale blanche ou rosée ou blanc-rosé et cinq étamines, alternes aux divisions de la corolle. Les deux ovaires - quand l'un n'avorte pas - forment des fruits à follicules épais, ovoïdes, déhiscents à graines nombreuses.
Le fruit contient des graines noires prolongées par un plumet de soies blanches.
L'Araujia sericifera, originaire d’Amérique du sud, ressemble beaucoup à une autre liane de la même famille, le Jasmin de Madagascar  (Stephanotis floribunda). En langue anglaise, on trouve souvent l'Araujia porte-soie sous la dénomination de "Poor Man's Stephanotis" le Stephanotis du pauvre.

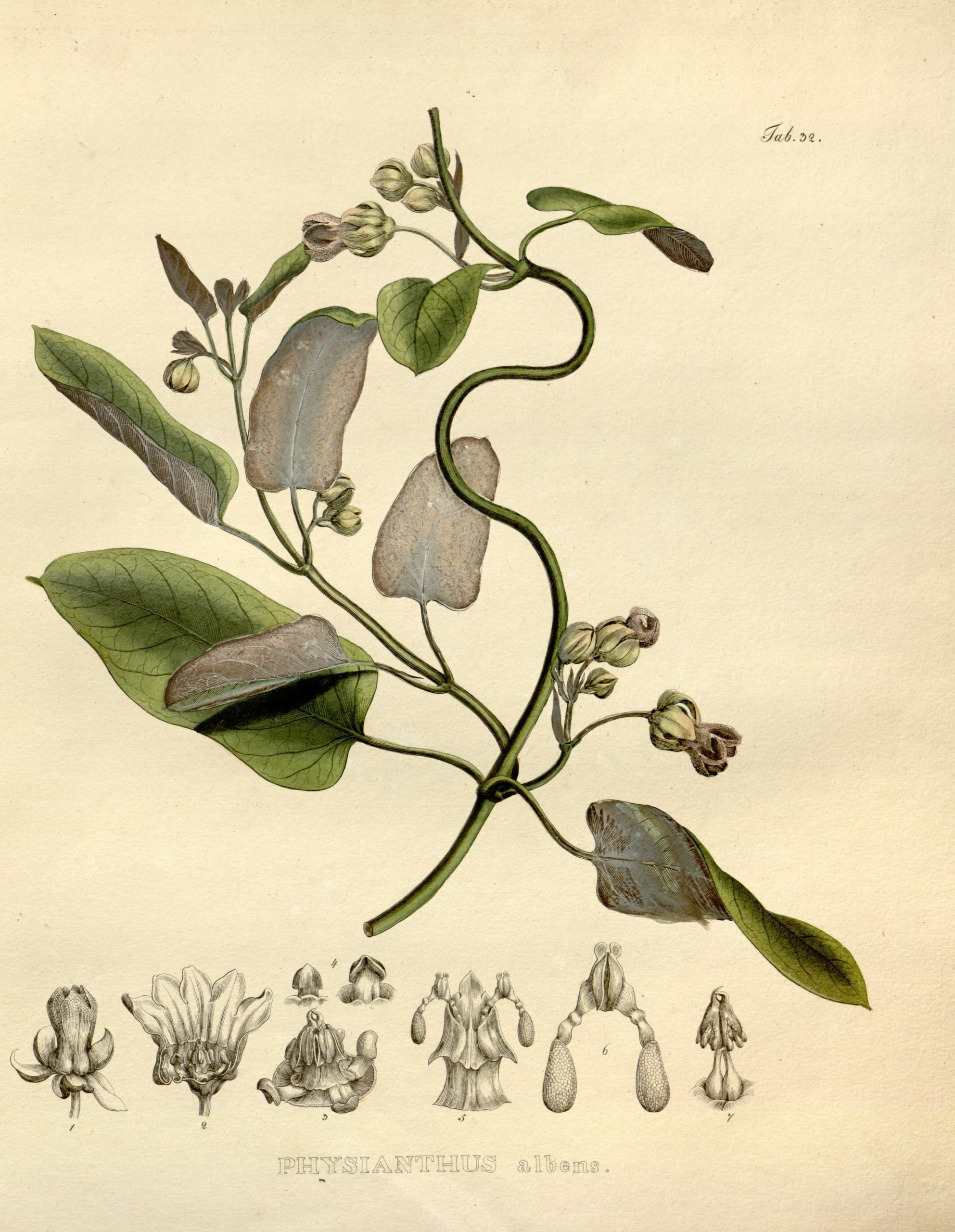
Planche botanique.
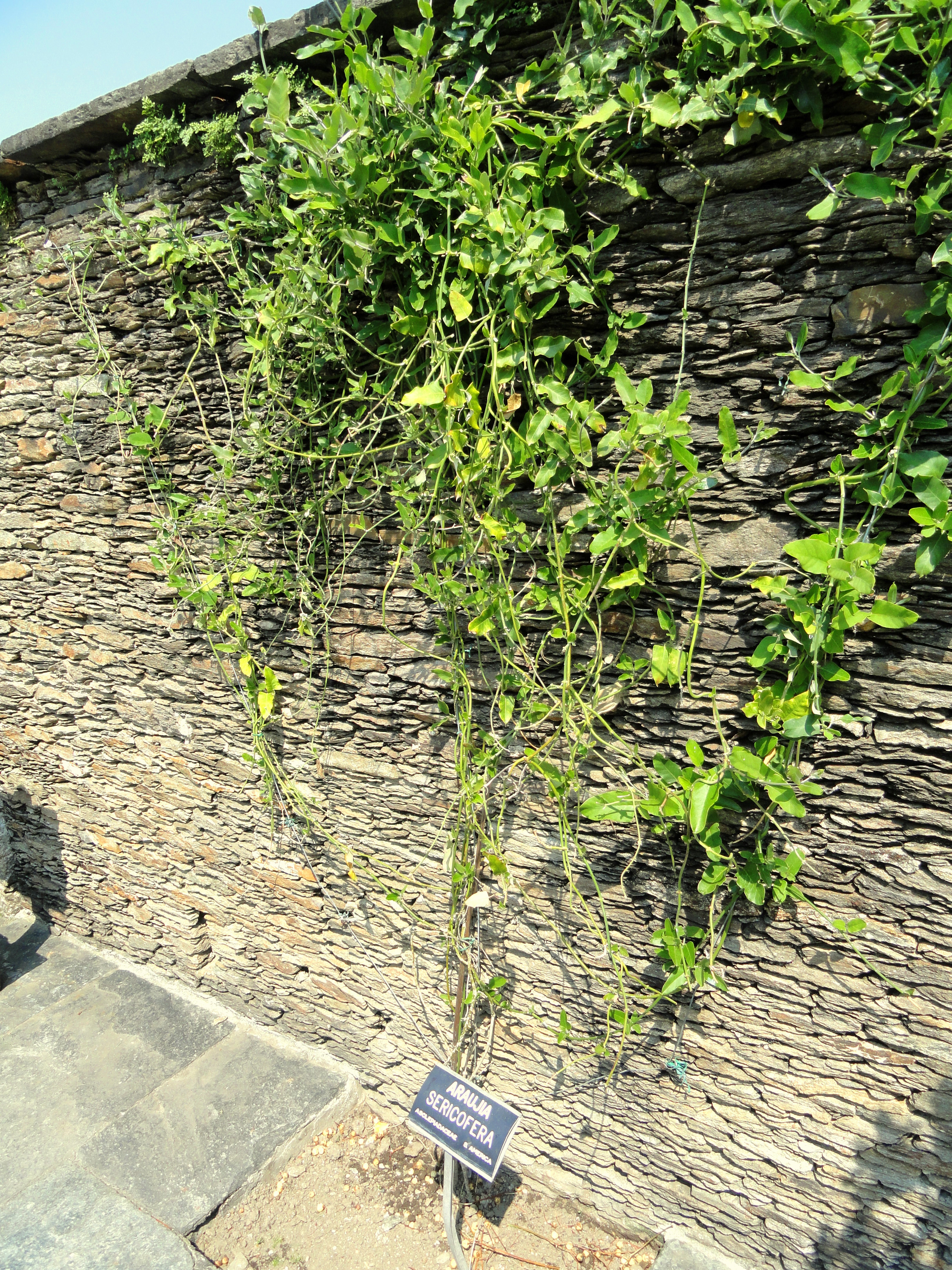
Aspect général.
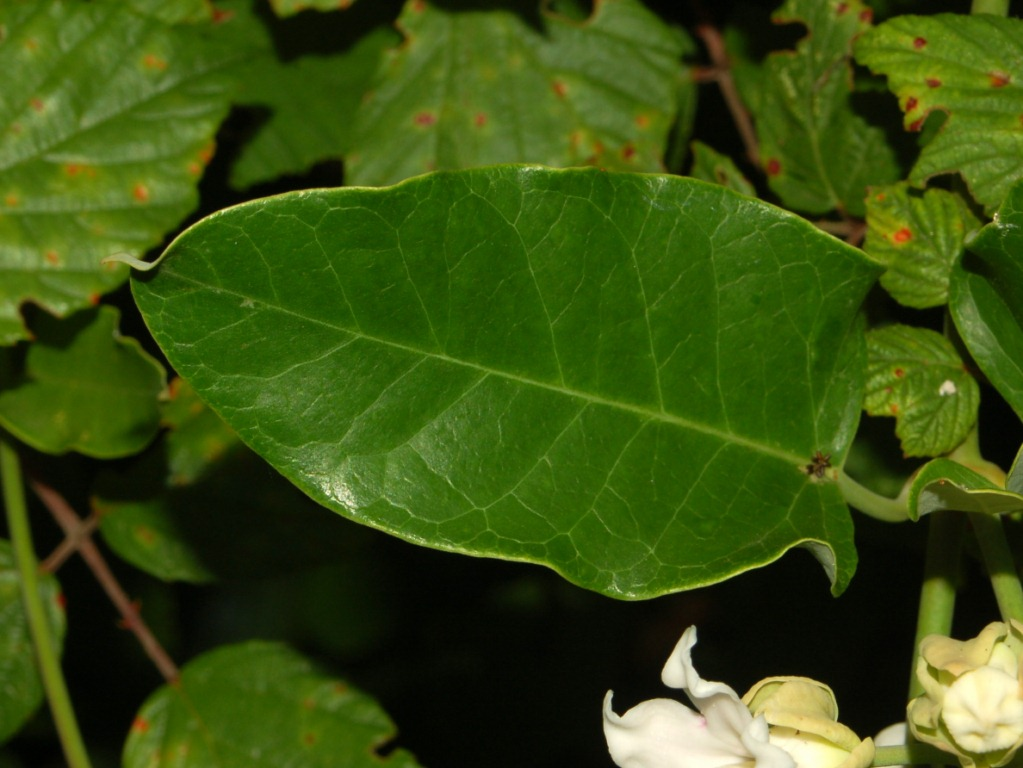
Feuille.
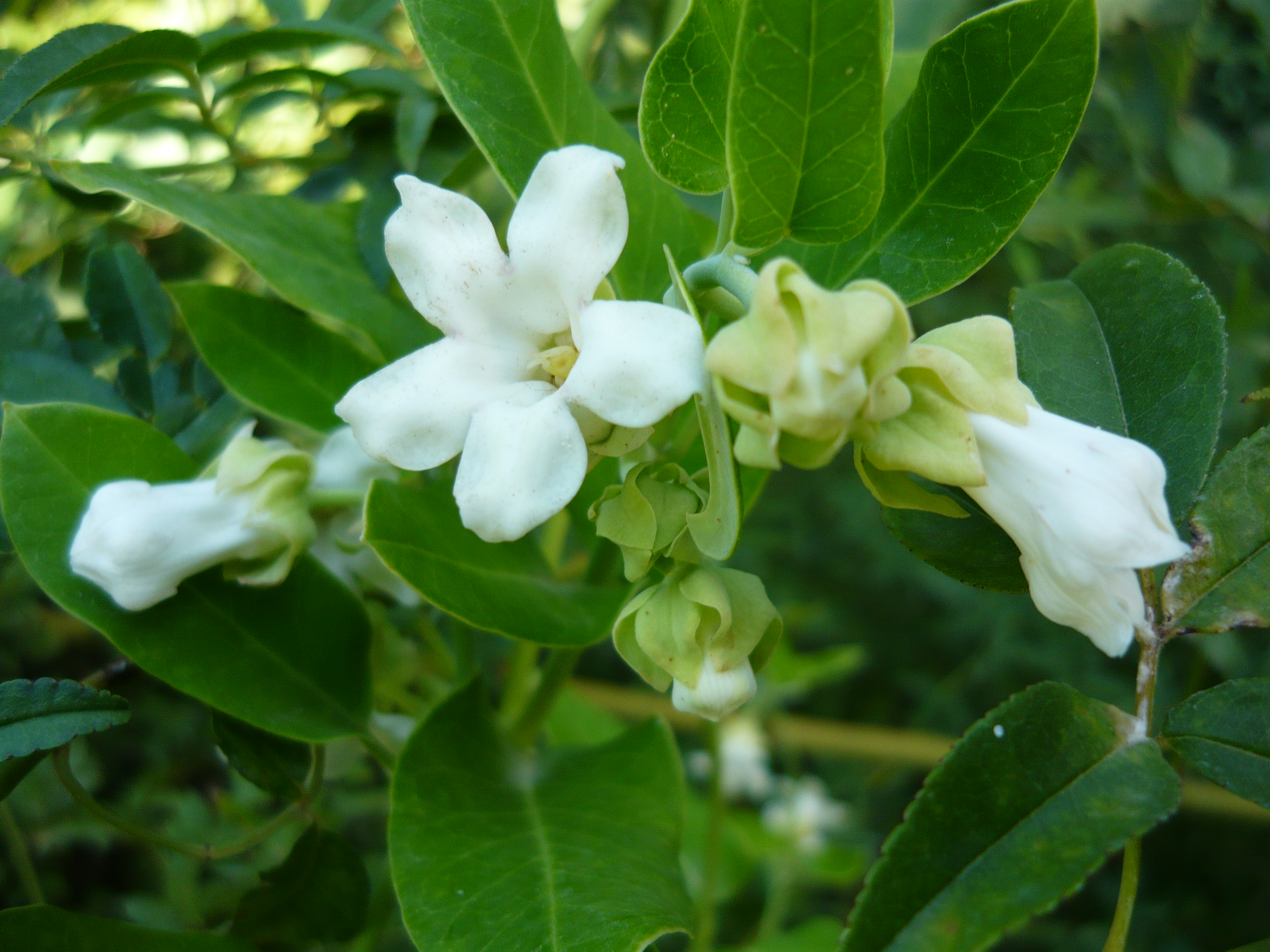
Inflorescence.
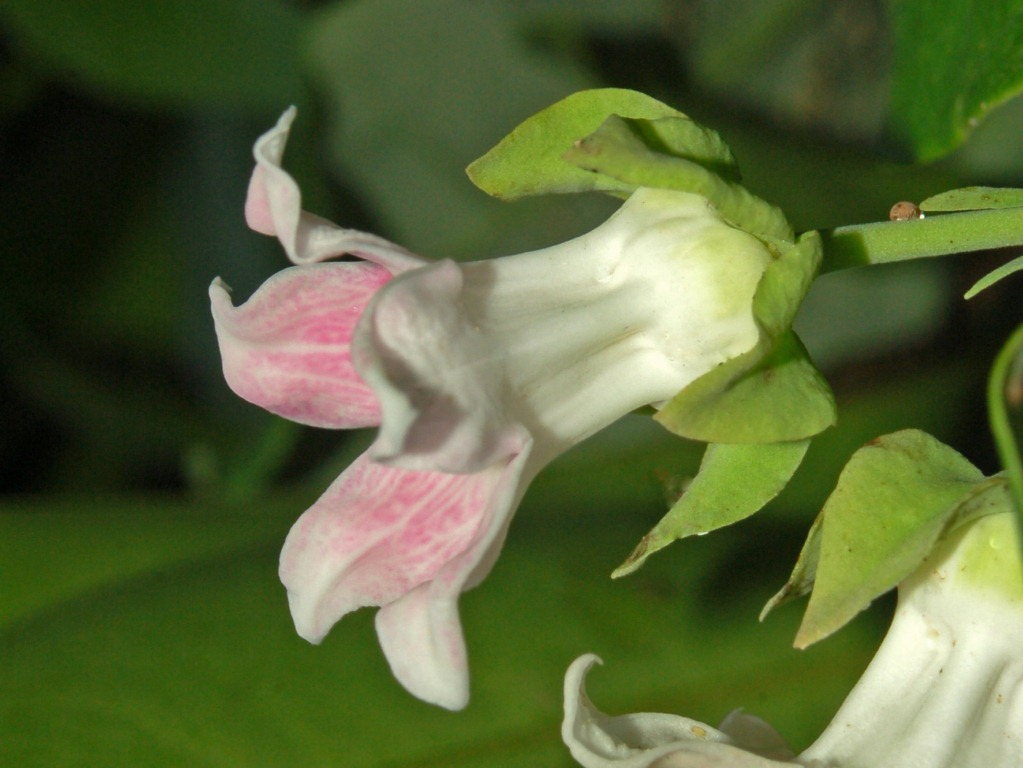
Fleur de profil.
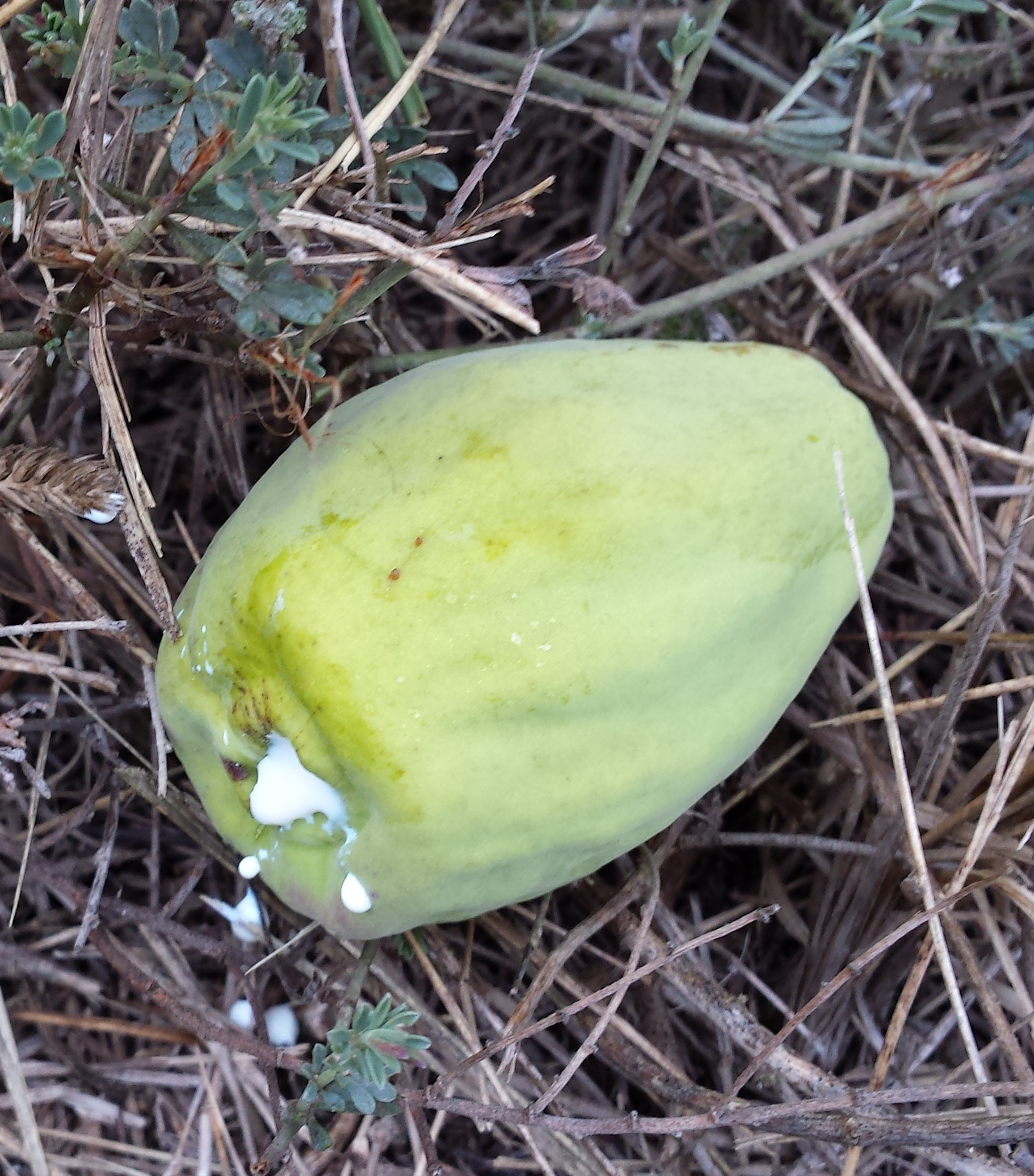
Fruit tombé d'où s'écoule un latex.
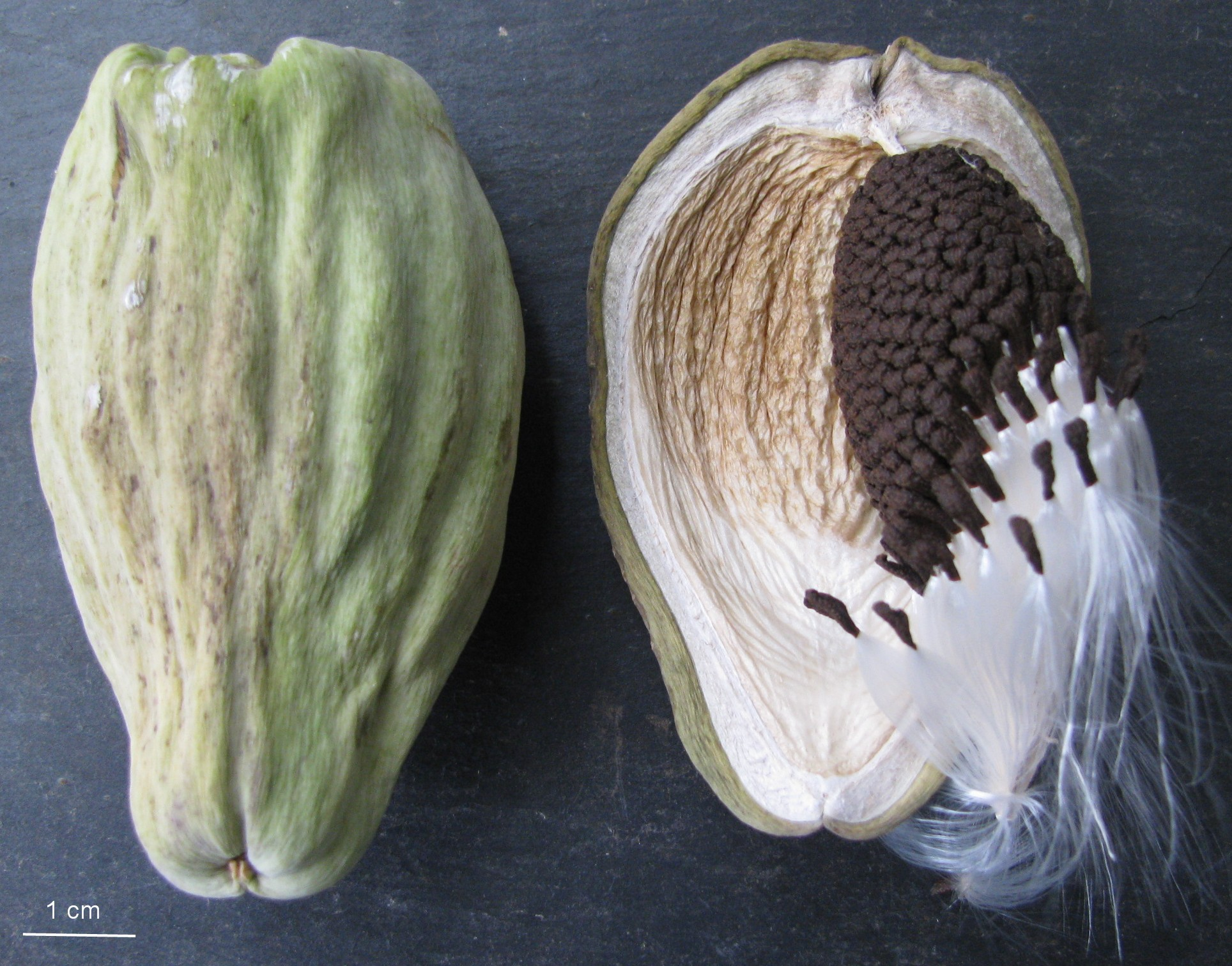
Fruit, vue externe à gauche et ouvert à droite.
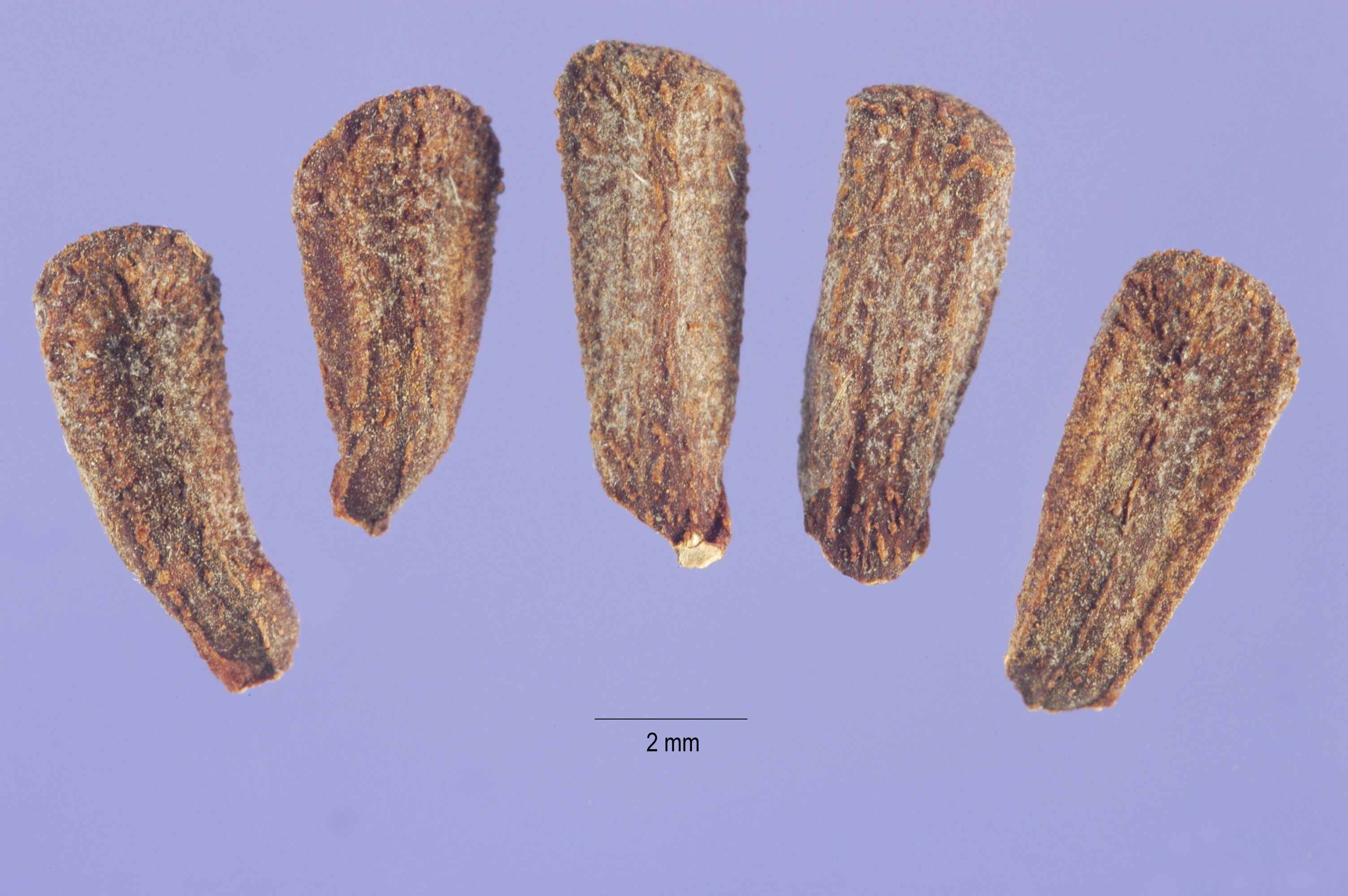
Graines.
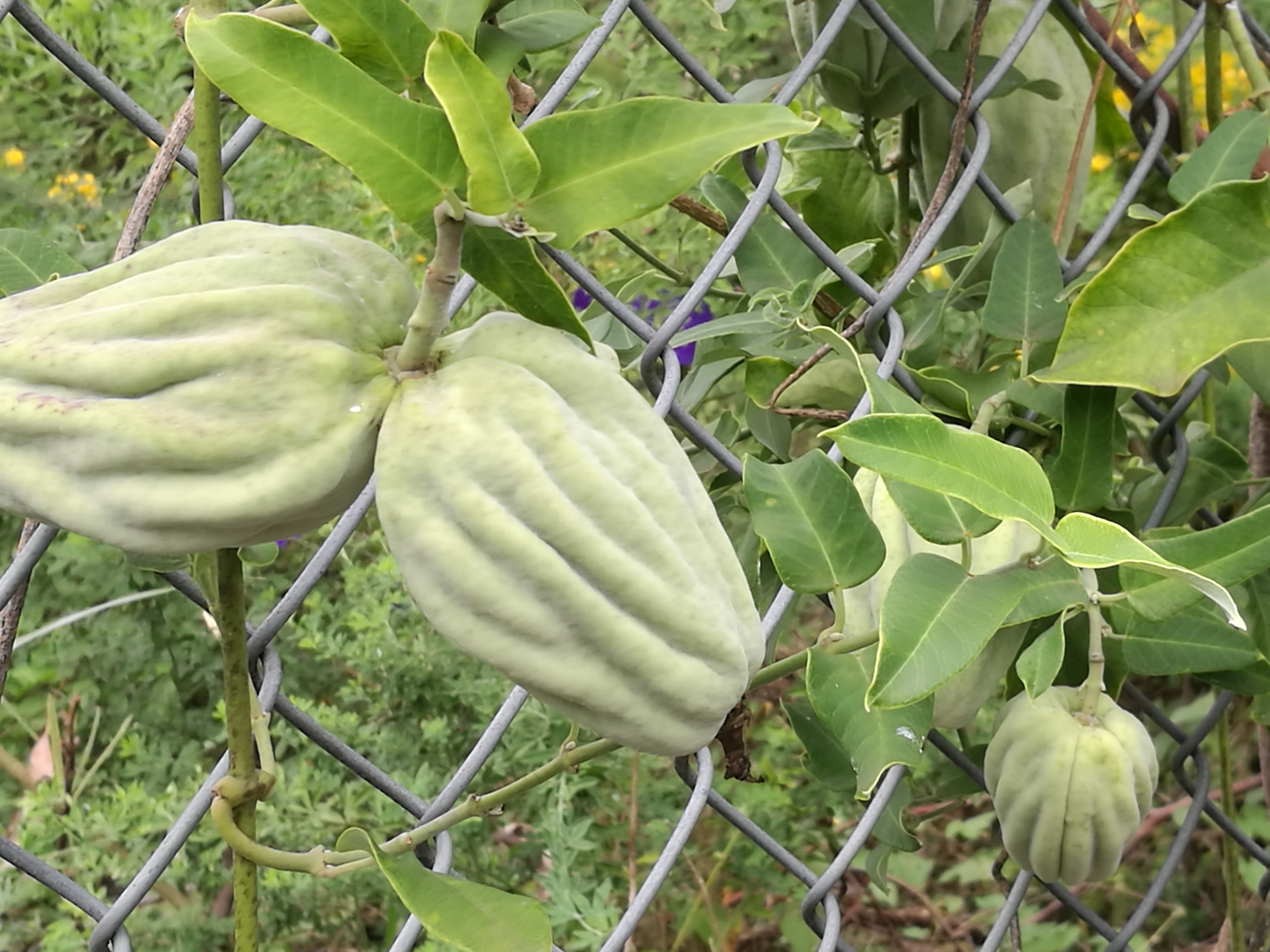

Deux formes botaniques sont décrites, mais ce sont des synonymes :
- Araujia sericifera fo. calycina (Decne.) Malme : voir Araujia calycina Decne.
- Araujia sericifera fo. hortorum (E.Fourn.) Malme (1900) : voir Araujia sericifera Brot.

### Piège à insectes
La fleur de cette plante fonctionne comme un piège à insectes (d'où son nom anglo-saxon de « plante cruelle »), sans pour autant être une plante carnivore. Lorsque les butineurs entrent leur langue dans la fleur, elle se retrouve bloquée par des crochets et seuls les insectes les plus robustes arrivent à se libérer. Le sphinx colibri et les abeilles sont souvent victimes de cette plante.

## Distribution
Araujia sericifera est originaire d'Amérique du Sud : Pérou principalement, mais aussi Argentine et Brésil.
L'espèce Araujia sericifera s'est diffusée comme plante ornementale dans l'ensemble des pays à climat tempéré. Sa forte robustesse alliée à une production importante de graines peut la rendre envahissante dans certains milieux, mais pas en France en raison de sa sensibilité au gel.

## Utilisation
Cette plante est largement distribuée maintenant en France par les réseaux horticoles comme plante grimpante et parfumée. Elle s'implante en sol plutôt riche, ensoleillé (éventuellement à la mi-ombre). Elle ne sera vivace que protégée du gel.
Une utilisation alimentaire possible de ses fruits est signalée. Des essais comme piège écologique à insectes sont aussi en cours.

## Position taxinomique et historique
Comme le genre, Araujia sericifera appartient à la sous-famille Asclepiadoideae, tribu Asclepiadeae, sous-tribu Oxypetalinae.
L'espèce, originaire du Pérou, a été décrite par Felix de Avellar Brotero en 1818 dans le volume 12 du Transactions of the Linnean Society of London .
En 1824,  Karl Friedrich Philipp von Martius décrit dans un genre nouveau Physianthus une plante brésilienne sous le nom de Physianthus albens. Cette plante est replacée dans le genre Araujia par George Don en 1837 : Araujia albens.
En 1885, Eugène Pierre Nicolas Fournier décrit une nouvelle espèce originaire du Pérou du genre Araujia : Araujia hortorum E.Fourn.. Cette espèce, en 1900, est considérée par Gustaf Oskar Andersson Malme comme une forme botanique de Araujia sericifera : Araujia sericifera fo. hortorum (E.Fourn.) Malme.
Enfin, en 1992, Forster, P. & P. Bruyns établissent la complète synonymie avec Araujia sericifera à la fois de Araujia albens et de Araujia hortorum
Elle compte donc quatre synonymes :
- Araujia albens (Mart.) G.Don (1837)
- Physianthus albens Mart. (1824)
- Araujia hortorum E.Fourn. (1885)
- Araujia sericifera fo. hortorum (E.Fourn.) Malme (1900)